# Kenshō Ono
Kenshō Ono (小野 賢章?, Ono Kenshō; Fukuoka, 5 ottobre 1989) è un attore, doppiatore e cantante giapponese rappresentato dalla Amino Produce.
È noto per aver doppiato Floch Forster ne L'Attacco dei Giganti, Giorno Giovanna in Le Bizzarre Avventure di JoJo e Tetsuya Kuroko in Kuroko's Basket. È noto anche per aver doppiato Harry Potter nell'omonima serie di film.

## Filmografia

### Attore

#### Film
- Shōnen H (Icchan)
- Hōtai Club
- DIVE!!

#### Dorama
- Taiga drama: Toshiie to Matsu; 2002 (Maeda Toshinaga)
- Taiga drama: Fūrinkazan; 2007 (Yoriyuki Suwa; episodi 14-15)
- Shinigami no Ballad (Maruyama)
- Iwo Jima (Iwao Yamada)
- Tantei gakuen Q (Junya Kameda; episodi 4-5)

### Doppiatore

#### Serie TV anime
2006
- Tsubasa RESERVoir CHRoNiCLE - Chaos

2007
- Shinreigari/Ghost Hound - Tarō Komori
- Moribito: Guardian of the Spirit - Yarsam

2008
- Pokémon Diamante & Perla - Ryou
- Monochrome Factor - George

2009
- Michiko e Hatchin - Lenine

2010
- Coicent - Shinichi

2012
- Kuroko's Basket - Tetsuya Kuroko
- Magi: The Labyrinth of Magic - Hakuryu Ren

2013
- Gingitsune - Kamio Satouru
- Magi - The Kingdom of Magic - Hakuryu Ren
- Devils and Realist - Leonard

2014
- Yu-Gi-Oh! Arc-V - Yuya Sakaki
- Aldnoah.Zero - Slaine Troyard
- Ace of Diamond - Raichi Todoroki
- Bakumatsu Rock - Sōji Okita
- Pokemon XY: Mega Evolution - Alain
- Shounen Hollywood: Holly Stage for 49 - Shun Maiyama

2015
- Ace of Diamond – Todoroki Raichi
- Charlotte – Takato
- Fafner in the Azure: EXODUS –Kaburagi Sui
- Ghost in the Shell: Arise – Alternative Architecture – Brinda Jr.
- Gintama – Kurokono Tasuke
- Maria the Virgin Witch – Joseph
- Seraph of the End: Vampire Reign – Mikaela Hyakuya
- Star-Myu: High School Star Musical – Nayuki Toru
- Samurai Warriors – Toyotomi Hideyori
- Q Transformers: Return of the Mystery of Convoy – Hot Rod
- Q Transformers: Saranaru Ninki Mono e no Michi – Hot Rod
- Yu-Gi-Oh! Arc-V – Yuya Sakaki, Yuri

2016
- All Out!! – Ōharano Etsugo
- Bungo Stray Dogs – Ryunosuke Akutagawa
- Seraph of the End: Vampire Shahal – Mikaela Hyakuya
- Endride – Asanaga Shun
- Luck & Logic – Tsurugi Yoshichika
- The Disastrous Life of Saiki K. - Hiroshi Satou
- Pokémon: XY&Z - Alain
- Prince of Stride: Alternative – Kohinata Hozumi
- ReLIFE –Kaizaki Arata
- Tanaka-kun is Always Listless – Tanaka
- WWW.WORKING!! – Shindo Yuta
- Momokuri – Usami Seiichiro
- Tsukiuta. The Animation –Kannazuki Iku
- Yuri!!! on ICE – Phichit Chulanont

2017
- Akashic Records of Bastard Magical Instructor - Leos Kleitos
- Boruto: Naruto Next Generations - Shikadai Nara
- Rage of Bahamut: Virgin Soul - Alessand Visponti
- Tsuredure Children - Akagi Masafumi
- Love Tyrant - Seiji Aino
- Ikemen Sengoku: Toki o Kakeru ga Koi wa Hajimaranai - Sanada Yukimura

2018
- L'attacco dei giganti - Floch Forster
- Le bizzarre avventure di JoJo: Vento Aureo - Giorno Giovanna
- Fairy Tail - Larcade Dragonil
- Tokyo Ghoul:re - Shikorae
- Zolds Wild - Arashi

2019
- Vinland Saga - Canuto
- The Disastrous Life of Saiki K.: Reawakened - Hiroshi Satou
- Babylon - Atsuhiko Fumio
- Beyblade Burst Rise - Delta Zakuro
- My Roommate is a Cat - Subaru Mikazuki

2020
- BOFURI - Payne

2021
- My Hero Academia - Oboro Shirakumo
- Vivy: Fluorite Eye's Song - Tatsuya Saeki
- Baki Hanma - Charmomile Lessen
- SK8 the Infinity - Tadashi Kikuchi
- Bungō Stray Dogs WAN! - Ryunosuke Akutagawa

2022
- Spy × Family - Yuri Briar
- Tiger & Bunny 2 - Mugan
- Bastard!! - Kall-Su
- Tribe Nine - Eiji Todoroki

2024
- Kinnikuman Perfect Origin Arc - Geronimo

#### OAV
2003
- Beyond (Animatrix) - Manabu
- Submarine 707R - Kenji Manahaya

2011
- Coicent Shinichi

2014
- Ghost in the Shell: Arise - Brinda, Jr.[1]

2017
- Boruto (OAV) - Shikadai Nara

#### Animazione cinematografica
2003
- Animatrix - Manabu

2011
- Onigamiden - Jun Tendo

2014
- I Cavalieri dello zodiaco - La leggenda del Grande Tempio - Cygnus Hyōga

2018
- Eiga Pretty Cure Super Stars! - Clover

2024
- My Oni Girl - Hiiragi Yatsuse

#### Film
- Serie Harry Potter - Harry Potter
- I ragazzi di dicembre - Maps
- The Woman in Black - Arthur Kipps
- Appunti di un giovane medico - giovane medico
- Giovani ribelli - Kill Your Darlings - Allen Ginsberg
- Jeepers Creepers 2 - Il canto del diavolo 2 - Billy Taggart
- Max Keeble alla riscossa - Max Keeble
- Mystic River - Dave Boyle (giovane)
- Pearl Harbor - Rafe McCawley (giovane)
- I pilastri della Terra - Eustace
- Seabiscuit - Un mito senza tempo - Red Pollard (giovane)
- Boruto: Naruto the Movie - Shikadai Nara

#### Animazione
- Ritorno all'Isola che non c'è - Slightly
- Toy Story 3 - La grande fuga - Andy Davis

#### Radiodramma
- Samurai Shodown: Warriors Rage - Seishiro Kuki

#### Videogiochi
1999
- Disney's Winnie the Pooh: Pre School - Christopher Robin

2005
- Eureka Seven vol. 1: The New Wave - fratello di Natabachi
- Psychonauts - Razputin "Raz" Aquato

2008
- Sukai kurora: inosen teisesu - Kō Ukumori

2011
- Dissidia 012 Final Fantasy - Vaan
- Shinreigari/Ghost Hound DS - Tarō Kōmori

2013
- Magi: The Labyrinth of Beginning - Hakuryu Ren
- Disorder 6 - Joe
- Fiary Fencer F - Zagi

2014
- Magi: A New World - Hakuryu Ren
- Granblue Fantasy - Ayer, Baal
- J-Stars Victory Vs - Tetsuya Kuroro
- Binary Star - Mikuto Haruno
- Final Fantasy Explorers - Vaan

2015
- Touken Ranbu - Monoyoshi Sadamune
- Yu-Gi-Oh! Arc-V Tag Force Special - Yuya Sakaki
- Tokyo Ghoul: Jail - Rio
- Prince of Stride - Boxumi Kohinata
- Academy Club: The Secret After School - Toma Sakai
- Dissidia Final Fantasy NT - Vaan
- Seraph of the End: The Origin of Fate - Mikaela Hyakuya

2016
- Naruto Shippuden: Ultimate Ninja Storm 4 - Shikadai Nara
- Yu-Gi-Oh! Duel Monsters Saikyo Card Battle - Yuya Sakaki
- Yu-Gi-Oh! Duel Links - Yuya Sakaki
- Akiba's Beat - Mizuki Aihara

2017
- Dissidia Final Fantasy: Opera Omnia - Vaan

2018
- A.O.T. 2 - Floch Forster
- Secret of Mana - Randi

2019
- Jump Force - Giorno Giovanna
- JoJo's Bizarre Adventure: Last Survivor - Giorno Giovanna
- Pokémon Masters EX - Calem
- Zolds Wild: Blast Unleashed - Arashi
- War of the Visions: Final Fantasy Brave Exvius - Mont Leonis

2020
- Genshin Impact - Diluc

2021
- Cookie Run: Kingdom - Knight Cookie
- Nier Re[in]carnation - Lars
- Blaster Master Zero Trilogy: MetaFight Chronicle - Jason Frudnick
- Psychonauts 2 - Razputin "Raz" Aquato

2022
- Gunvolt Chronicles: Luminous Avenger iX 2 - Jason Frudnick
- Triangle Strategy - Serenoa Wolffort
- Echoes of Mana - Randi
- JoJo's Bizarre Adventure: All Star Battle R - Giorno Giovanna

2023
- Fate/Samurai Remnant - Archer/Zhou Yu

2024
- Metaphor: ReFantazio - Leon Strohl da Haliaetus

2025
- The Hundred Line: Last Defense Academy - Gaku Maruko